# تريفور براون
تريفور براون (21 أغسطس 1933 في جنوب أفريقيا - 3 نوفمبر 2014) (بالإنجليزية: Trevor Brown )‏ هو لاعب كريكت جنوب أفريقي.

## وصلات خارجية
- تريفور براون على موقع إي آس بي آن كريك إنفو (الإنجليزية)